# Amy Tinkler
Amy Tinkler (27 oktober 1999) is een Britse turnster. Ze won brons op de Olympische Spelen van 2016. In 2020 stopte ze met turnen.

## Persoonlijk leven
Tinkler komt oorspronkelijk uit Bishop Auckland, en woonde daar tot ze naar Essex verhuisde nadat ze van turnschool was veranderd.

## Loopbaan

### 2013
Eind maart nam Tinkler deel aan de Britse Artistieke Kampioenschappen. In de meerkamp behaalde Tinkler de tweede plaats met een eindscore van 53,800. Ze scoorde 14,050 op het sprong, 12,100 op de brug, 13,650 op de balk en 14,000 op de vloeroefening. Ze deed mee aan alle vier toestelfinales. In de toestelfinale scoorde Tinkler 14,100 voor haar eerste sprong en 13,400 voor haar tweede sprong voor een gemiddeld totaal van 13,750, wat haar de zilveren medaille opleverde. Tinkler won de gouden medaille op de brug met een score van 12,900. In de balkfinale behaalde ze een score van 13,400, wat haar de bronzen medaille opleverde, en in de vloeroefeningfinale behaalde ze een score van 14,200 en werd daarmee de kampioen vloeroefening.
In juli nam Tinkler deel aan het Europees Jeugd Olympisch Festival in Utrecht. Ze was lid van het Britse team dat de zilveren medaille won. Omdat alleen de twee hoogste scores in elk van de vier toestellen meetellen, was haar vloeroefening van 13,400 de enige score die bijdroeg aan de eindscore van 109,750 voor Groot-Brittannië, ondanks haar 14,600 op sprong, 11,550 op brug en 12,900 op de balk.

### 2014
In maart nam Tinkler deel aan de Britse Kampioenschappen. Ze werd de Junior meerkamp kampioen met een winnende score van 55,250. Ze scoorde 14,650 op sprong, 13,150 op de brug, 13,350 op de balk en 14,100 op de vloeroefening. Net als bij de Britse kampioenschappen van 2013 nam Tinkler deel aan alle vier de finales. In de sprongfinale scoorde Tinkler's eerste sprong 14,750 en haar tweede 14,150 voor een gemiddeld totaal van 14,450. Daarmee won ze de zilveren medaille achter de 2013 kampioen meerkamp, Tyesha Mattis. Ze werd vierde in de finale van de brug met een score van 13,250. Tinkler won de bronzen medaille in de balkfinale met een score van 12,850. Tinkler deelde de eerste plaats op de vloeroefening met Catherine Lyons met een score van 13,600.
In mei nam Tinkler deel aan de Europese Kampioenschappen Artistieke Gymnastiek in Sofia, Bulgarije. Ze hielp het Britse juniorenteam aan een historische zilveren teammedaille, met scores van 14,666 op de sprong en 13,733 op de vloeroefening. In de finale won Tinkler de bronzen medaille op de sprong achter gouden medaillewinnares en teamgenote Ellie Downie. Haar eerste sprong scoorde 14,733 en haar tweede sprong 13,966 voor een gemiddelde van 14,349. Tinkler plaatste zich ook voor de finale van de vloeroefening, waar ze met de Roemeense Andreea Iridon tweede werd achter teamgenote Catherine Lyons met 13,966. Tinkler droeg twee individuele medailles bij aan de grootste juniorenreeks van Groot-Brittannië met een totaal van 6 medailles, twee gouden, 2 zilveren en 2 bronzen medailles.

### Senior

#### 2015
Begin maart maakte Tinkler haar seniorendebuut op de Engelse nationale kampioenschappen. Ze werd de nieuwe senior meerkampkampioene. Tinkler scoorde 14,650 op het sprong, 14,050 op de brug, 13,800 op de balk en 13,700 op de vloeroefening voor een totaal van 56,200. Ze won met een marge van 1,300 punten van Claudia Fragapane die tweede werd met een totaal van 54,900.
Tegen het einde van maart deed Tinkler mee aan de Britse kampioenschappen in de Echo Arena in Liverpool. In de meerkampfinale werd ze de Britse kampioene. Ze scoorde 14.850 op het sprong. 13.650 op de brug, 13.750 op de balk en 14.400 op de vloeroefening om het resultaat van de Engelse kampioenschappen van 56.200 te verbeteren en te eindigen met een totaal van 56.650. Tinkler nam deel aan 3 van de 4 toestelfinales, in de finale brug werd ze 4e met een score van 13,300 en in de finale balk eindigde ze als 5e met een score van 12,550. In de finale vloeroefening won Tinkler de gouden medaille met een score van 14,450, waarmee ze Claudia Fragapane versloeg.
Op 2 april werd Tinkler gekozen om deel te nemen aan de Europese Kampioenschappen 2015 die van 15 tot en met 19 april in Montpellier, Frankrijk werden gehouden, samen met teamgenoten Becky en Ellie Downie en Claudia Fragapane. Dit was haar eerste grote internationale wedstrijd als senior turnster.
Tinkler nam deel aan de 6de Europese Kampioenschappen op 15 april. In de meerkamp kwalificaties scoorde ze 14.625 op sprong, 13.300 op brug, 12.833 op balk en 14.200 op de vloeroefening, voor een totaal van 54.958 en eindigde op de 6de plaats. Helaas kwalificeerde Tinkler zich door de twee-per-land regel niet voor de finale nadat Ellie Downie met 56.190 op de 3e plaats eindigde en Claudia Fragapane zich als 5e kwalificeerde en minder dan een tiende punt, 0.073, voor Tinkler eindigde. Ze kwalificeerde zich wel als derde voor de vloer oefening finale achter Giulia Steingruber en Ksenia Afanasyeva. In de finale zette Tinkler een solide score neer van 14,000 om als zesde te eindigen op haar eerste Europese kampioenschappen voor senioren.

#### 2016
Tinkler deed mee aan de AT&T American Cup in Newark op 5 maart. Ze werd vierde met een score van 55,932. Later die maand eindigde Tinkler als tweede in de meerkamp op de Engelse kampioenschappen, achter Claudia Fragapane. In juli maakte British Gymnastics bekend dat ze was geselecteerd als lid van het Britse team op de Olympische Zomerspelen  in Rio. Met haar 16 jaar was ze het jongste lid van Team GB. Tinkler won de bronzen medaille in de vloeroefening met een score van 14,933 en eindigde daarmee achter de Amerikanen Simone Biles en Aly Raisman. Ze was de tweede Britse vrouw, na Beth Tweddle, die een turnmedaille won in de geschiedenis van de Olympische Spelen.

#### 2017
Op de Britse kampioenschappen van dat jaar deed ze alleen mee aan de brug. In april nam Tinkler deel aan de wereldbeker in Londen, waar ze derde werd achter Tabea Alt uit Duitsland en Victoria Nguyen uit de Verenigde Staten. Na deze wedstrijden onderging ze een operatie aan haar knie, waarbij stukjes zwevend bot werden verwijderd.
Ze keerde terug naar de competitie in september en nam deel aan de Szombathely Challenge Cup en de Britse Team Championships. In september werd Tinkler opgenomen in het team voor de Wereldkampioenschappen in Montreal, samen met Georgia-Mae Fenton, Claudia Fragapane en Alice Kinsella. Op de wereldkampioenschappen kwalificeerde zij zich als dertiende voor de meerkampfinale en als derde reserve voor de sprongfinale. In de meerkampfinale eindigde Tinkler als zeventiende na een val op de brug.

#### 2018
Tinkler nam deel aan de Engelse kampioenschappen, waar ze de meerkamp won en in alle onderdelen een medaille won. In februari werd Tinkler samen met Georgia-Mae Fenton, Claudia Fragapane, Alice Kinsella en Kelly Simm opgenomen in het Engelse team voor de Gemenebestspelen in de Gold Coast. Op de Britse kampioenschappen werd Tinkler tweede in de meerkamp na een val op de evenwichtsbalk, na Kelly Simm. Ze werd ook tweede in de toestelfinale en eerste in de toestelfinale op vloer. Tijdens haar warming-up voor de wereldkampioenschappen in Birmingham scheurde ze ligamenten in haar enkel en trok zich terug uit de wedstrijd. Door deze blessure trok zij zich terug van de Gemenebestspelen en werd vervangen door Taeja James.

#### 2019
Tinkler nam niet deel aan competities wegens door haar blessure die ze had opgelopen tijdens de Gemenebestspelen.

#### 2020
Tinkler kondigde in januari aan dat ze stopte met turnen.

## Resultaten

### Junior
| Jaar | Wedstrijd                        | All around | All around | Onderdeel | Onderdeel | Onderdeel | Onderdeel |
| Jaar | Wedstrijd                        | Indiv.     | Team       |           |           |           |           |
| ---- | -------------------------------- | ---------- | ---------- | --------- | --------- | --------- | --------- |
| 2013 | Europees Olympisch Jeugdfestival |            | Zilver     |           |           |           | 6         |
| 2014 | Europees Olympisch Jeugdfestival |            | Zilver     | Brons     |           |           | Zilver    |

### Senior
| Jaar | Wedstrijd                 | All around | All around | Onderdeel | Onderdeel | Onderdeel | Onderdeel |
| Jaar | Wedstrijd                 | Indiv.     | Team       |           |           |           |           |
| ---- | ------------------------- | ---------- | ---------- | --------- | --------- | --------- | --------- |
| 2015 | Engelse Kampioenschappen  | Goud       | -          | -         | Goud      | Zilver    | Brons     |
| 2015 | Britse Kampioenschappen   | Goud       | -          | -         | 5         | 4         | Goud      |
| 2015 | Europese kampioenschappen | -          | -          | -         | -         | -         | 6         |
| 2015 | Wereldkampioenschappen    | 23         | Brons      |           |           |           |           |
| 2016 | AT&T American Cup         | 4          | -          | -         | -         | -         | -         |
| 2016 | Engelse Kampioenschappen  | Zilver     | -          | Goud      | Zilver    | Brons     | Zilver    |
| 2016 | Britse Kampioenschappen   | 4          | -          | -         | -         | 6         | Goud      |
| 2016 | Olympische Spelen         | -          | 5          | -         | -         | -         | Brons     |
| 2017 | AT&T American Cup         | 9          | -          | -         | -         | -         | -         |
| 2017 | Britse Kampioenschappen   | -          | -          | -         | -         | 4         | -         |
| 2017 | Wereldbeker Londen        | Brons      | -          | -         | -         | -         | -         |
| 2017 | Wereldkampioenschappen    | 17         | -          | 11        | -         | -         | -         |
| 2018 | Engelse Kampioenschappen  | Goud       | -          | Goud      | Brons     | Goud      | Zilver    |
| 2018 | Britse Kampioenschappen   | Zilver     | -          | Zilver    | -         | 5         | Goud      |